# Cyril Horáček
Cyril Horáček (7. listopadu 1862 Praha – 9. května 1943 Praha) byl český a československý národohospodář, politik, poslanec, senátor a ministr financí za Republikánskou stranu československého venkova (později známá jako Republikánská strana zemědělského a malorolnického lidu).

## Život
Narodil se 7. listopadu 1862 jako třetí dítě do rodiny, otec Antonín Horáček byl bohatý řezník, který nedokončil akademické gymnázium. Sám byl politicky angažovaný, jako člen Národní strany byl v roce 1862 byl zvolen do pražského zastupitelstva a městské rady, byl i členem dalších spolků jako Národního divadla, Měšťanská beseda, Svatobor či Matice česká. Matka Julie, rozená Homolková, pocházela z vlivné úřednické rodiny. Rodina vlastnila a provozovala řeznický obchod v tehdejších novoměstských masných krámech v domě „U Helmů“ v dnešní Lazarské ulici. Dále vlastnila činžovní dům čp. 319 na rohu Karlova náměstí a ulice Na Moráni, také usedlost v Michli.
Při svých návštěvách v Chvalech, kam se jeho rodiče přestěhovali, se ještě jako student gymnázia seznámil se svou budoucí manželkou Růženou Bělehradskou, dcerou velkoobchodníka. Před nástupem na vysokou školu se vydal na tři týdny do Itálie, kde se mj. seznámil s Rudolfem Horským. Vojenskou službu absolvoval spolu s prvním ročníkem vysoké školy. Do manželství s Růženou Bělehradskou vstoupil v únoru 1892, jejich manželství přetrvalo až do její smrti v roce 1939. V roce 1892 se jim narodil syn Vladimír a v roce 1896 syn Cyril (nakonec se stal též vysokoškolským profesorem).
Zemřel poměrně nečekaně na mrtvici 9. května 1943, pochován je po boku své manželky na Vyšehradském hřbitově.

## Vzdělání a akademické působení
Vystudoval akademické gymnázium v Klementinu na Starém Městě v Praze. Poté absolvoval práva na právnické fakultě české univerzity v Praze, kde se stal v roce 1886 doktorem práv. V praxi byl nejdříve advokátním koncipientem v Hradci Králové a Praze, pak mezi lety 1889–1902 pracoval jako tajemník v Městské spořitelně Pražské. V roce 1898 se se spisem Nauka o námezdním fondu habilitoval, v prosinci roku 1901 byl jmenován mimořádným profesorem politické ekonomie s právní účinností od 1. dubna 1902 a v březnu 1907 řádným profesorem národního hospodářství. V roce 1914 se stal členem České akademie věd a umění. Mezi roky 1908 až 1909 byl děkanem právnické fakulty a v letech 1923–1924 celou univerzitu jako rektor vedl. Stal se také spoluzakladatelem Společnosti pro vědy státní a sociální.

## Politická činnost
Původně byl aktivní ve staročeské straně. Koncem 19. století se angažoval v realistickém hnutí a byl spojencem Tomáše Masaryka. Hnutí později přerostlo v politickou stranu, když roku 1900 po hilsneriádě byla založena Česká strana lidová (neboli Realistická strana). Horáček se podílel na vypracování jejího hospodářského a sociálního programu. Postupně se však se stranou rozešel především kvůli jejímu napojení na mladočeskou stranu, kterou bytostně odmítal. V roce 1902 kandidoval a byl zvolen za staročeskou stranu do Sboru pražských obecních starších. Počátkem 20. století se podílel na programu rodícího se agrárního politického tábora a působil v deníku Venkov.
Po vzniku samostatného Československa byl v letech 1918–1920 členem Revolučního národního shromáždění. Od 8. července do 9. října 1919 byl ministrem financí v první vládě Vladimíra Tusara. Funkce byl ale na vlastní žádost zproštěn. Ve volbách v roce 1920 byl zvolen senátorem Národního shromáždění ČSR, jímž byl v letech 1920–1925. V roce 1920 byl krátkou dobu i jeho prvním předsedou.
V letech 1918–1925 byl členem agrární strany. Ze strany v roce 1925 vystoupil po tom, kdy na kandidátní listině strany do voleb v roce 1925 se ocitl na špatně volitelném místě.
Po vystoupení požádal o vstup do Československá národní demokracie, svou žádost však stáhl. O vstup znovu požádal v roce 1929, tehdy však již byla jeho žádost odmítnuta. Nadále politicky publikoval, názorově se posouval ke krajní pravici. Po mnichovské krizi pozitivně vnímal Emila Háchu. V dubnu 1939 přestal publikovat.

## Dílo
Cyril Horáček psal a publikoval knihy, učebnice, články, spisy, monografie, spolu s Josefem Gruberem se podílel na vydávání spisů Albína Bráfa. Jeho učebnice národohospodářské politiky měla být původně pětidílná, ale po vzniku Československa se začal více věnovat politické činnosti. Byl příznivce Rašínovy peněžní politiky, v teorii tzv. katedrového socialismu a odmítal keynesiánství. Rozepsal též vlastní životopis, který však nedokončil.
Monografie
- Naše hospodářské nedostatky (1894)
- O zásadě soukromohospodářské a centralizační v cedulovém bankovnictví (1896)
- Počátky českého hnutí dělnického (1896, 1933)
- Nauka o námezdním fondu (1897)
- Bytová otázka a městská renta pozemková (1905)
- Finanční věda (1907)
- Bolzanův „Nejlepší stát“ (1907)
- Učebnice národohospodářské politiky (I. 1912, II. 1914)
- Naše další úkoly měnové a otázka valorizace (1926)